# Перистерия (Саламин)
Перисте́рия (греч. Περιστέρια) — село в Греции. Административно относится к сообществу Эандион в общине Саламин в периферийной единице Острова в периферии Аттика.  Население 206 человек по переписи 2011 года.
Рядом находится пещера Еврипида.

## История
Село создано 14 марта 1971 года.

## Население
| Год  | Население, человек |
| ---- | ------------------ |
| 1991 | 157                |
| 2001 | 126                |
| 2011 | ↗ 206              |